# Juurijärvi
Juurijärvi är en sjö i Finland. Den ligger i Ikalis stad i landskapet Birkaland, i den sydvästra delen av landet, 210 km norr om huvudstaden Helsingfors. Juurijärvi ligger 126 meter över havet. Arean är 59,4 hektar och strandlinjen är 8,64 kilometer lång. Sjön  ingår i Kumo älvs huvudavrinningsområde.   Den ligger vid sjön Hulppojärvi. I omgivningarna runt Juurijärvi växer i huvudsak blandskog.
I övrigt finns följande i Juurijärvi:
- Majasaari (en ö)
- Selkäsaaret (en ö)